# Orgilus affinis
Orgilus affinis är en stekelart som beskrevs av Taeger 1991. Orgilus affinis ingår i släktet Orgilus och familjen bracksteklar. Inga underarter finns listade i Catalogue of Life.